# Cleckheaton
Cleckheaton är en stad i unparished area Spenborough, i distriktet Kirklees, i grevskapet West Yorkshire, i England, belägen söder om Bradford, öster om Brighouse, väster om Batley och sydvästra Leeds. Det är i centrum för Spen Valley. Cleckheaton var en civil parish 1866–1974. Civil parish hade 13 440 invånare år 1951. Staden nämndes i Domedagsboken (Domesday Book) år 1086, och kallades då Hetone/Hetun.
Historiskt sett var Cleckheaton en del av West Riding of Yorkshire. Textilindustrin, som var omfattande i Cleckheaton liksom i andra delar av West Yorkshire, har nu nästan försvunnit helt.